# Francesco Bruyere
Francesco Bruyere (Carmagnola, 27 de agosto de 1980) es un deportista italiano que compitió en judo. Ganó una medalla de plata en el Campeonato Mundial de Judo de 2005, en la categoría de –73 kg.

## Palmarés internacional
| Campeonato Mundial | Campeonato Mundial | Campeonato Mundial | Campeonato Mundial |
| Año                | Lugar              | Medalla            | Categoría          |
| ------------------ | ------------------ | ------------------ | ------------------ |
| 2005               | El Cairo (Egipto)  | Medalla de plata   | –73 kg             |